# علیا (صهیونیسم)
عَلیا (به عبری: עלייה، ʿAliyah) مهاجرت یهودیان به سرزمین اسرائیل (Eretz Yisrael) است و یکی از اصول ایدئولوژیک جنبش صهیونیسم می‌باشد. اقدام مخالف، مهاجرت از اسرائیل است که به ایریدا (تبار) معروف است. بازگشت به سرزمین‌های مقدس یکی از آرمان‌های یهودیان پس از تبعید بابل بوده است. مهاجرت‌های مقیاس بزرگ به فلسطین و بعد از آن اسرائیل در سال ۱۸۸۲ آغاز شد.

## ریشه کلمه
علیا، کلمه عبری به معنای «صعود» یا «بالا رفتن» است. با توجه به سنت یهودی، سفر به سرزمین اسرائیل صعود چه به لحاظ جغرافیایی و چه به لحاظ متافیزیکی می‌باشد. یهودیان از کسانی بودند که از مصر، بابل و حوضه دریای مدیترانه به فلسطین سفر کرده‌اند. آن‌ها برای این سفر از ارتفاعاتی بالا رفته‌اند. بازدید از اورشلیم که ۲۷۰۰ متر بالاتر از سطح دریا قرار دارد نیز برای خود نوعی صعود محسوب می‌شود.

## مفهوم مذهبی، ایدئولوژیک و فرهنگی
علیا یک مفهوم فرهنگی و یک جز اساسی از صهیونیسم است. این اصل در قانون بازگشت اسرائیل محترم شمرده شده است، که هر یهودی (همان‌طور که در هلاخا یا قانون سکولار اسرائیل آمده است)، و غیر یهودیان واجد شرایط (فرزند یا نوهٔ یک یهودی، همسر یک یهودی، همسر فرزند یک یهودی و همسر نوه یک یهودی) این حق قانونی را دارا می‌باشند که به اسرائیل مهاجرت کرده و در آنجا ساکن شوند، در عین حال این افراد از حق شهروندی اسرائیل نیز بهره‌مند می‌شوند. کسی که علیا انجام می‌دهد، اوله (به انگلیسی oleh) برای مذکر و اولاه (به انگلیسی olah) نامیده می‌شود. جمع برای هر دوی این کلمات اولیم (به انگلیسی olim) می‌باشد. بسیاری از یهودیان مذهبی علیا را بازگشت به سرزمین موعود می‌دانند، و انجام آن را تکمیل وعدهٔ کتاب مقدس خداوند به نسل پیامبران یهود ابراهیم، اسحاق و یعقوب در نظر می‌گیرند. از نظر بعضی این یکی از احکام از ۶۱۳ حکم بازشماری شده می‌باشد.
در گفتمان صهیونیستی، کلمهٔ علیا با جمع علیوت (به انگلیسی aliyot) شامل بازگشت داوطلبانه به دلایل ایدئولوژی، احساسی، یا عملی و در طرف دیگر فرار از آزار و اذیت یهودیان می‌باشد. اکثریت قریب به اتفاق یهودیان اسرائیل ریشه‌های خانوادگی خود را در خارج کشور جستجو می‌کنند. در حالی که بسیاری از افراد به صورت فعال در اسرائیل به جای کشور دیگر ساکن شده‌اند، بسیاری شانسی کمی یا اصلاً شانسی برای ترک کشور قبلی خود داشته‌اند. اسرائیل به عنوان یک کشور مهاجران شناخته می‌شود، در عین حال در مقیاس بزرگتر این کشور، کشوری برای آورگان نیز می‌باشد.
با توجه به نظم سنتی کتاب مقدس یهودیان، آخرین کلمهٔ کتاب مقدس (منظور آخرین کلمه در کتاب اصلی به زبان عبری آیه۲ تاریخ ۳۶:۲۳)، veya‘al می‌باشد، یک فعل امری از مشتقات کلمه‌ای که علیا از آن ریشه گرفته است، به معنی به بالا برو (به اسرائیل)

## وضعیت حقوقی
بر اساس «قانون بازگشت» در کشور اسرائیل، وزارت کشور اسرائیل مسئول رسیدگی به پرونده‌های افرادی است که خواهان عالیا به سرزمین اسرائیل هستند. آژانس یهود در تسریع پرونده‌ها به وزارت کشور اسرائیل هم‌یاری می‌کند. بر اساس «قانون بازگشت»، وزیر کشور ممکن است، درخواست فردی یهودی را که درخواست عالیا به اسرائیل را کرده، به دلایلی چون داشتن سابقه کیفری، به مخاطره انداختن بهداشت عمومی یا امنیت ملی یا در صورتی که در گذشته اقدام علیه «ملت یهود» کرده‌باشد، رد کند.

## تاریخچه
تاریخ نویسان علیا را به پنج دوره طبقه‌بندی می‌کنند که شامل نخستین علیا (۱۸۸۲ تا ۱۹۰۳)،دومین علیا (۱۹۰۴ تا۱۹۱۴)،سومین علیا(۱۹۱۹ تا ۱۹۲۳) ، چهارمین علیا  (۱۹۲۴ تا ۱۹۳۱) و پنجمین علیا (۱۹۳۲ تا ۱۹۳۹)می‌شود.
در علیا اول سی الی چهل هزار نفر از بر اثر ایدئولوژی صهیونیسم و به منظور تشکیل ملت جدید یهودی و ساخت جامعه کشاورزی مهاجرت کردند. درجریان دومین علیا که طی آن ۳۵ تا ۴۰ هزار نفر از اروپای شرقی مهاجرت کردند شعار «مردم برای زمین وزمین برای مردم» مطرح شد. در طول سومین علیا که سه واقعه انتشار اعلامیه بالفور، جنگ داخلی روسیه و جنگ روسیه و لهستان روی داد، ۳۵ هزار نفر مهاجرت کردند. درچهارمین علیا ۸۰ هزار مهاجر سرمایه‌دار شهری مهاجرت کردند. در طول پنجمین علیا که هم‌زمان با اقدامات ضدیهودی در اروپا بود ۲۲۴٬۷۸۵ نفر از یهودیان اروپای شرقی مهاجرت کردند.
در سال ۱۹۳۳ سازمان یهودی علیا جوان تشکیل شد که وظیفه اش نجات کوکان یهودی از آلمان در زمان حکومت نازی‌ها و انتقال آن‌ها به کیبوتص‌ها دراسرائیل بود این سازمان وظیفه آموزش یهودیان مهاجر ازجمله بازماندگان هولوکاست را نیز برعهده گرفت.

## یادداشت
1. ↑  در نهمین ماه(سپتامبر) سال ۱۹۳۹ میلادی، نیروهای مسلح رایش آلمان(ورماخت)،با حمله همه‌جانبه(هوایی،زمینی،دریایی) به جمهوری دوم لهستان با فرمان آدولف هیتلر رهبر آلمان سبب اعلان جنگ رسمی بریتانیا و فرانسه به رایش آلمان شدند.

دلیل اعلان جنگ امپراتوری بریتانیا گسترش هرچه بیشتر آلمان در اروپا و همچنین تعهد لندن به وَرشو با پیمان اتحاد نظامی انگلیس-لهستان بود.

این جنگ سبب لغو «توافقنامه هاوارا» و جلوگیری از مهاجرت بخش بزرگی از یهودیان شرق و مرکز اروپا شد.[۶]